# 구름 속의 산책
《구름 속의 산책》(영어: A Walk in the Clouds)은 미국에서 제작된 알폰소 아라우 감독의 1995년 시대극 로맨틱 드라마 영화이다. 키아누 리브스 등이 출연하였고, 길 네터 등이 제작에 참여하였다.

## 줄거리
제2차 세계 대전이 끝난 1945년, 사탕 판매원 출신인 미국 육군 폴 서턴 병장은 샌프란시스코로 돌아와 태평양으로 떠나기 전날 급하게 결혼했던 아내 베티와 재회한다. 전쟁의 상처로 힘겨워하는 폴은 매일 같이 보낸 편지를 베티가 읽지 않았다는 걸 알게 되고, 부부 사이엔 냉랭함이 감돈다. 그럼에도 폴은 결혼 생활을 이어가려 노력하고, 베티가 다시 방문 판매 일을 하길 원하자 새크라멘토로 떠난다.
폴은 기차에서 멕시코계 대학원생 빅토리아 아라곤을 만난다. 빅토리아는 교수의 아이를 임신한 상태였고 폴은 내파밸리에서 포도원을 경영하는 빅토리아의 보수적이고 부유한 가족 앞에서 남편인 척해주기로 한다. 가족들은 폴을 탐탁하지 않아하지만, 할아버지 페드로의 권유로 폴은 포도 수확을 돕게 된다. 폴은 가족과 함께하며 그들의 전통과 삶의 방식에 매료되고, 빅토리아와 서로에게 끌리지만 애써 감정을 숨긴다. 결국 빅토리아는 가족에게 진실을 밝히고, 폴은 가정을 지키기 위해 베티에게 돌아간다.
그러나 폴은 베티가 다른 남자와 바람을 피워왔다는 사실을 알게 된다. 베티가 결혼 무효를 원하자 폴은 이에 기꺼이 응하고, 빅토리아에게 청혼하기 위해 다시 아라곤 사유지로 돌아간다. 하지만 술에 취한 빅토리아의 아버지 알베르토와 다투던 중 포도밭에 큰 불이 나고, 폴은 불길 속에서 포도나무 한 그루를 구해온다. 알베르토는 폴의 용기와 헌신에 감동하여 그를 가족으로 받아들인다. 마침내 폴과 빅토리아는 결혼하고, 가족과 함께 포도밭을 재건하며 새로운 시작을 맞이한다.

## 출연
- 키아누 리브스 - 폴 서턴 병장 역
- 아이타나 산체스히혼 - 빅토리아 아라곤 역
- 앤서니 퀸 - 돈 페드로 아라곤 역
- 잔카를로 잔니니 - 알베르토 아라곤 역
- 앙헬리카 아라곤 - 마리아 호세 아라곤 역
- 에방헬리나 엘리손도 - 과달루페 아라곤 역
- 프레디 로드리게스 - 페드로 "피터" 아라곤 주니어 역
- 데브라 메싱 - 베티 서턴 역
- 그레고리 폴 마틴 - 아미스테드 녹스 역
- 메리 팻 글리슨 - 버스 기사

## 기타 제작진
- 공동 제작: 빌 존슨
- 배역: 존 라이언스, 크리스틴 시크스
- 미술: 데이비드 그로프먼
- 의상: 주디 L. 러스킨

## 우리말 녹음
| SBS 성우진 (2002년 1월 1일) - 구자형 - 폴 (키아누 리브스) - 최덕희 - 빅토리아 (아이타나 산체스히혼) - 설영범 - 알베르토 (잔카를로 잔니니) - 이치우 - 돈 페드로 (앤서니 퀸) - 홍승옥 - 이향숙 - 박영화 - 김순영 - 장호비 - 변영희 | MBC 성우진 (2004년 3월 21일) - 안지환 - 폴 (키아누 리브스) - 윤성혜 - 빅토리아 (아이타나 산체스히혼) - 김기현 - 돈 페드로 (앤서니 퀸) - 김강산 - 알베르토 (잔카를로 잔니니) - 김은영 - 엄현정 - 한수림 - 노계현 - 문남숙 - 방성준 - 이원찬 - 정재헌 - 조현정 |  |